# Môi trường bên trong
Thuật ngữ Môi trường bên trong (tiếng Pháp: le milieu intérieur, tiếng Anh: the internal environment) được đề ra bởi nhà sinh lý học người Pháp Claude Bernard để chỉ dịch ngoài tế bào (dịch ngoại bào).
Khoảng 60 % khối lượng cơ thể người là dịch, chủ yếu là nước trong đó hòa tan các ion cùng nhiều chất khác. 2/3 lượng dịch này ở bên trong các tế bào - gọi là dịch nội bào, 1/3 còn lại bên ngoài các tế bào gọi là dịch ngoại bào. Mô kẽ chứa 80% dịch ngoại bào, 20% kia lưu thông trong huyết tương (dĩ nhiên sự phân chia này chỉ là khiên cưỡng bởi lẽ dịch ở mô kẽ và trong huyết tương trao đổi liên tục). Dịch ngoại bào luân chuyển thường xuyên khắp cơ thể. Chúng từ mô kẽ pha lẫn vào dòng máu tuần hoàn rồi lại được thẩm thấu vào dịch mô qua vách mao mạch.
Dịch ngoại bào chứa các ion và các dưỡng chất cần thiết cho sự sống của tế bào. Do vậy, có thể nói tất cả mọi tế bào cùng sống trong một môi trường có tên gọi dịch ngoại bào. Đây chính là lý do để Claude Bernard - ông tổ của sinh lý học hiện đại - từ thế kỷ 19 đã gọi dịch ngoại bào là môi trường bên trong của cơ thể.
Tế bào còn sống, tăng trưởng, sinh sản và thực hiện chức năng chuyên biệt của mình được một khi trong môi trường bên trong này còn chứa nồng độ thích hợp các chất oxy, glucozơ, amino acid, chất béo v.v.
Sự khác nhau giữa dịch ngoại bào và dịch nội bào:
- Dịch ngoại bào chứa lượng lớn Na+, Cl- và các ion cácbônat (HCO3-, CO3--), cũng như các dưỡng chất: oxy, glucozơ, axit béo, amino acid. Nó cũng chứa CO2 đưa từ tế bào ra thải ở phổi, cùng nhiều chất thải khác để bài tiết ở thận.
- Dịch nội bào chứa lượng lớn K+, Mg2+ và các ion phosphat thay vì Na+ và Cl- như dịch ngoại bào. Có những cơ chế đặc biệt để vận chuyển ion qua màng tế bào giữ cho sự chênh lệch nồng độ này được duy trì.